# 3667 Anne-Marie
3667 Anne-Marie là một tiểu hành tinh vành đai chính với chu kỳ quỹ đạo là 1975.4045670 ngày (5.41 năm).
Nó được phát hiện ngày 9 tháng 3 năm 1981.